# Guillermo Farré
Guillermo Martín Farré (Colón, 16 agosto 1981) è un allenatore di calcio ed ex calciatore argentino, di ruolo centrocampista.

## Caratteristiche tecniche
È un centrocampista centrale.

## Carriera
Il 26 giugno 2011 sigla il momentaneo 1-1 tra River Plate e Belgrano, risultato che condannerà il River Plate alla retrocessione in B Nacional.

## Statistiche

### Statistiche da allenatore
Statistiche aggiornate al 5 giugno 2024.
| Stagione        | Squadra         | Campionato      | Campionato | Campionato | Campionato | Campionato | Coppe nazionali | Coppe nazionali | Coppe nazionali | Coppe nazionali | Coppe nazionali | Coppe continentali | Coppe continentali | Coppe continentali | Coppe continentali | Coppe continentali | Altre coppe | Altre coppe | Altre coppe | Altre coppe | Altre coppe | Totale | Totale | Totale | Totale | % Vittorie | Piazzamento |
| Stagione        | Squadra         | Comp            | G          | V          | N          | P          | Comp            | G               | V               | N               | P               | Comp               | G                  | V                  | N                  | P                  | Comp        | G           | V           | N           | P           | G      | V      | N      | P      | %          | Piazzamento |
| --------------- | --------------- | --------------- | ---------- | ---------- | ---------- | ---------- | --------------- | --------------- | --------------- | --------------- | --------------- | ------------------ | ------------------ | ------------------ | ------------------ | ------------------ | ----------- | ----------- | ----------- | ----------- | ----------- | ------ | ------ | ------ | ------ | ---------- | ----------- |
| giu.-nov. 2021  | Belgrano        | BN              | 22         | 12         | 4          | 6          | -               | -               | -               | -               | -               | -                  | -                  | -                  | -                  | -                  | -           | -           | -           | -           | -           | 22     | 12     | 4      | 6      | 54,55      | Sub, 6°     |
| 2022            | Belgrano        | BN              | 36         | 24         | 7          | 5          | CA              | 3               | 2               | 1               | 0               | -                  | -                  | -                  | -                  | -                  | -           | -           | -           | -           | -           | 39     | 26     | 8      | 5      | 66,67      | 1°, (prom)  |
| 2023            | Belgrano        | PD              | 27         | 10         | 6          | 11         | CA+CdL          | 3+15            | 2+5             | 0+6             | 1+4             | -                  | -                  | -                  | -                  | -                  | -           | -           | -           | -           | -           | 45     | 17     | 12     | 16     | 37,78      | 13°         |
| gen.-mar. 2024  | Belgrano        | PD              | -          | -          | -          | -          | CA+CdL          | 1+10            | 0+1             | 0+5             | 0+5             | CS                 | -                  | -                  | -                  | -                  | -           | -           | -           | -           | -           | 11     | 1      | 5      | 5      | &9,09      | Dim         |
| Totale carriera | Totale carriera | Totale carriera | 85         | 46         | 17         | 22         |                 | 32              | 10              | 12              | 10              |                    | -                  | -                  | -                  | -                  |             | -           | -           | -           | -           | 117    | 56     | 29     | 32     | 47,86      |             |

## Palmarès

### Allenatore

#### Club

##### Competizioni nazionali
- Primera B Nacional: 1

Belgrano: 2022